# Ephrata (Pensilvania)
Ephrata es un borough ubicado en el condado de Lancaster en el estado estadounidense de Pensilvania. En el año 2000 tenía una población de 13,213 habitantes y una densidad poblacional de 1,418 personas por km².

## Geografía
Ephrata se encuentra ubicado en las coordenadas 40°10′51″N 76°10′57″O / 40.18083, -76.18250.

## Demografía
Según la Oficina del Censo en 2000 los ingresos medios por hogar en la localidad eran de $41,550 y los ingresos medios por familia eran $48,213. Los hombres tenían unos ingresos medios de $35,095 frente a los $22,782 para las mujeres. La renta per cápita para la localidad era de $19,659. Alrededor del 6.2% de la población estaba por debajo del umbral de pobreza.

## Personas célebres
En Ephrata nació el Mayor Richard D. Winters (1918-2011), oficial del ejército de los Estados Unidos que comandó la célebre Compañía Easy, del 506° Regimiento de Infantería, durante la Segunda Guerra Mundial.
También en Ephrata nació Mike Mentzer (1951-2001), famoso fisicoculturista estadounidense, creador del método de entranamiento "Heavy Duty".